# Turija (Lukavac)
Turija falu Bosznia-Hercegovinában, Lukavac községben, a Bosznia-hercegovinai Föderáció Tuzlai kantonjában. 

## Fekvése
Tuzlától légvonalban 18, közúton 21 km-re nyugatra, Lukavac központjától légvonalban 6, közúton 9 km-re délnyugatra fekszik. Az Ozren-hegy nyugati lejtőin, a Turija folyó völgyében található. A szomszédos települések: Bikodže, Caparde, Milino Selo, Brijesnica Gornja, Brijesnica Donja és Babice Donje.

## Népessége
| Nemzetiségi csoport | Népesség 1991 | Népesség 2013 |
| ------------------- | ------------- | ------------- |
| Szerb               | 9             | 0             |
| Bosnyák             | 856           | 597           |
| Horvát              | 2             | 0             |
| Jugoszláv           | 8             | 0             |
| Egyéb               | 23            | 17            |
| Összesen            | 898           | 614           |

## Története
Turija település területe a középkorban és a korai oszmán időszakban Dramešin plébániájához (később náhije) tartozott. A település történelmi adatok alapján nagyon régi, ezt támasztja alá az a számos régiség és fennmaradt helynév, mint például: Crkvina, Tatoš, Jakuševina, Japiševa njiva, Ivkovina, Staro Guvno, Čalakuša, Čalakni šuma, Dovište, Hodžina niva és mások, amelyek bizonyosan a középkorból származnak, de a szomszédos Babice faluban vannak olyan helynevek, mint Mramor, Gradina, Strojna, Klisa, valamint egy hely, ahol magányos stećakok találhatók.
Turija települést, mint a Drametini náhije szerves részét első alkalommal 1519-ben jegyezték fel először az adóösszeírások a Zvorniki szandzsák főkönyvi jegyzékébe. Eszerint a település jövedelme 1980 akcse volt. Az 1533-as összeírás szerint Turija 10 házas falu volt, ebből 5 muszlim és 5 nem muszlim porta volt. Közülük ketten a zvorniki erődben tímárként dolgoztak. 1548-ra 16-ra nőtt a házak száma a faluban, a  muszlim házak száma pedig megduplázódott, azaz 11-re nőtt. A község összjövedelme az 1548-as összeírás szerint 4400 akcse volt, ennek csaknem egyharmada a szőlőkből származó bevétel volt. A Zvorniki szandzsak összeírásában Turija község a Dramešini náhije részeként 1604-ben szerepel. Abban az évben négy muszlim háza volt. Tuzlai kadiluk 1750-es jegyzékében más települések mellett azt is rögzítették, hogy Turija 660 garast adott, de 1755-ben tuzlai erőd építése céljából már 1080-at követeltek a községtől.
Mivel Turiját a középkorban és az oszmán korban is ugyanezen a néven említik, ez az itteni élet történelmi folytonosságának bizonyítéka. A 16. század közepétől Turija már muszlim többségű település volt. A 19. század végéig Turija település kisebb területet ölelt fel, mely a Turija folyó kanyarulatától délkeletre feküdt. Később egy újabb részt is Turija településhez csatoltak Dubravići régi falujával, amely addig Mila községhez tartozott, és amely a Turija folyótól nyugatra helyezkedett el. Az 1850/51-es összeírás szerint Turija településnek 53 háza volt, és ennek megfelelően a Tuzla régió egyik fejlettebb vidéki településének számított. A 179 muszlim férfi lakosból 94 volt munkaképes, 64 kiskorú, 20 idős és 1 katona. Abban az időben az oszmán kormányzat Boszniában csak a férfiakat számolta a népességhez. A férfi és női népesség mozgását és arányát követve a későbbi összeírások alapján, melyeket az osztrák-magyar közigazgatás idején végeztek, 1850-ben összesen mintegy 320 lakosa lehetett. Džaferović, Tagić, Kišić, Hodžić, Merdanović és Imamović voltak azok a vezetéknevek, amelyek akkoriban három vagy több házban szerepeltek.
Az osztrák-magyar uralom idején még három népszámlálás volt atelepülésen. Bosznia-Hercegovina 1879. évi népszámlálása szerint Turija település a Tuzla körzethez tartozó Zvornik kerülethez (Alsó-Tuzla) tartozott.
Dolnja Turija településnek 66 háza volt, összesen 323 lakossal (179 férfi, 144 nő), mind muszlimok. Gornja Turija akkor Jaruška községként volt bejegyezve, és 26 háza volt, amelyben 152 ember élt. Lakossága (82 férfi és 72 nő), mind muszlim volt. Alsó Turija és Felső Turija összesen 92 házzal volt 475 lakossal rendelkezett. 1885-ben Turija községi státusszal rendelkezett, közigazgatásilag és területileg a Dolnja Tuzla körzethez és a Dolnja Tuzla kerülethez tartozott. Négy falut foglalt magában: Babice, Jaruške, Treštenica és Turija. Turija településen 71 ház volt, 356 lakossal (187 férfi és 169 nő), mind muszlimok. A foglalkozás szerint megoszlás szerint egy imám, 56 munkás, 47 jobbágy, 3 segédmunkás-bérmunkás volt, a többiek többnyire nők és gyerekek voltak. Babicén 318, Jaruškán 277, Treštenicán 363 lakos élt. Az 1895-ös népszámláláson 
Turija község 1885-höz hasonlóan négy települést foglalt magában: Babice, Jaruške, Treštenica és Turija. Turija település a következő falvakból állt: Bešići, Dubravići, Ivkovina, Jukići, Milinkići és Tokići. A listán egy mecset is szerepel, és kettő iskola. Turijának 74 háza volt, ebből 66 lakott és 8 lakatlan. Turián 1895-ben 357 lakos élt, ebből 207 férfi és 150 nő.17 Az előző két összeíráshoz hasonlóan Turia kizárólagosan
iszlám vallású lakosság volt, és mindannyian mezőgazdasággal foglalkoztak.
A boszniai háború kezdetén 1992 májusában Turija lakosságának többsége elhagyta otthonát. A háború után a lakosság visszatért, számuk pedig megnövekedett a Turijába települt kelet-boszniai bosnyák menekültek nagy száma miatt.

## Nevezetességei
- A turijai muszlim gyülekezetben két mecset található, a régi és az új. A régi mecsetet 1928-ban szentelték fel Turijában (Ivkovina nevű részén). A legújabb kutatások szerint azonban ez a mecset lényegesen idősebb, ugyanis a mecset háremében több régi, turbános fülke található, mely a 19. század első felére nyúlnak vissza.[8] Turija község 1889. évi telekkönyvi összeállítása alkalmából, mint az A-I és A-II földrészletek tulajdonosa a Turija mecset Waqf néven van bejegyezve. Ugyanígy tovább az 1882-től 1885-ig készült kataszteri térkép is mutat egy mecset háremmel és egy sírhellyel Turijában. Ezek alapján joggal feltételezik, hogy a régi mecset még az oszmán uralom idején épült és 1928-ban csak megújították.[9] A boszniai háborúban a mecset súlyosan megrongálódott, így a közelmúltban alaposan felújították. Lukavac község összes mecsete közül a turiai mecset a legnagyobb, amely bizonyos mértékig megőrizte eredeti, hiteles megjelenését.[10]

## Fordítás
- Ez a szócikk részben vagy egészben  a   Turija (Lukavac) című bosnyák Wikipédia-szócikk ezen változatának fordításán alapul.  Az eredeti cikk szerkesztőit annak laptörténete sorolja fel. Ez a jelzés csupán a megfogalmazás eredetét és a szerzői jogokat jelzi, nem szolgál a cikkben szereplő információk forrásmegjelöléseként.